# Dejen af Algier
Dejen af Algier (fra tyrkisk) var overhovedet i staten Algier i tidsrummet 1600–1830. Oprindelig var dej (eller dei), der på tyrkisk betyder "morbror", en tiltale, som de menige janitsharer i Konstantinopel anvendte til deres chef, og det samme var tilfældet med janitsharkorpset i Algier. I begyndelsen delte janitsharchefen her magten med en af sultanen udsendt pasha, men da Porten fra 1710 ophørte at sende en pasha, regerede deien alene. Deien valgtes af janitsharerne, hvilket foranledigede stadig nye uroligheder, og de fleste af dem, der beklædte denne post, kom til at lide en voldelig død. Ved deiens udnævnelse, der foregik med visse ceremonier, måtte han aflægge ed på, at korpset, der havde valgt ham, ville få sine lønninger regelmæssig udbetalte.